# Gare de Lalbenque – Fontanes
Gare de Lalbenque - Fontanes – przystanek kolejowy w Lalbenque, w departamencie Lot, w regionie Oksytania, we Francji.
Jest przystankiem kolejowym Société nationale des chemins de fer français (SNCF), obsługiwanym przez pociągi TER Limousin i TER Midi-Pyrénées.